# أنتوني فاسكيز
أنتوني فاسكيز (بالإنجليزية: Anthony Vázquez)‏ (29 يوليو 1988 ببروكلين في الولايات المتحدة - ) هو لاعب كرة قدم أمريكي في مركز الدفاع. شارك مع منتخب بورتوريكو تحت 20 سنة لكرة القدم ومنتخب بورتوريكو لكرة القدم. أما مع النوادي، فقد لعب مع Puerto Rico Islanders ‏ وبيتسبورغ ريفرهوندز.

## وصلات خارجية
- أنتوني فاسكيز على موقع قاعدة بيانات كرة القدم.إي يو (الإنجليزية)
- أنتوني فاسكيز على موقع ناشيونال فوتبول تيمز (الإنجليزية)